# Logo de Google
|  | Aquest article tracta sobre detalls del Logo de Google. Si cerqueu el significat genèric de "Doodle" - gargots fets de forma semi-inconscient, vegeu «Doodle». |

Logotip usat a partir del 1 setembre 2015

El logotip que va tenir Google des del 19 de setembre 2013 al 31 d'agost de 2015

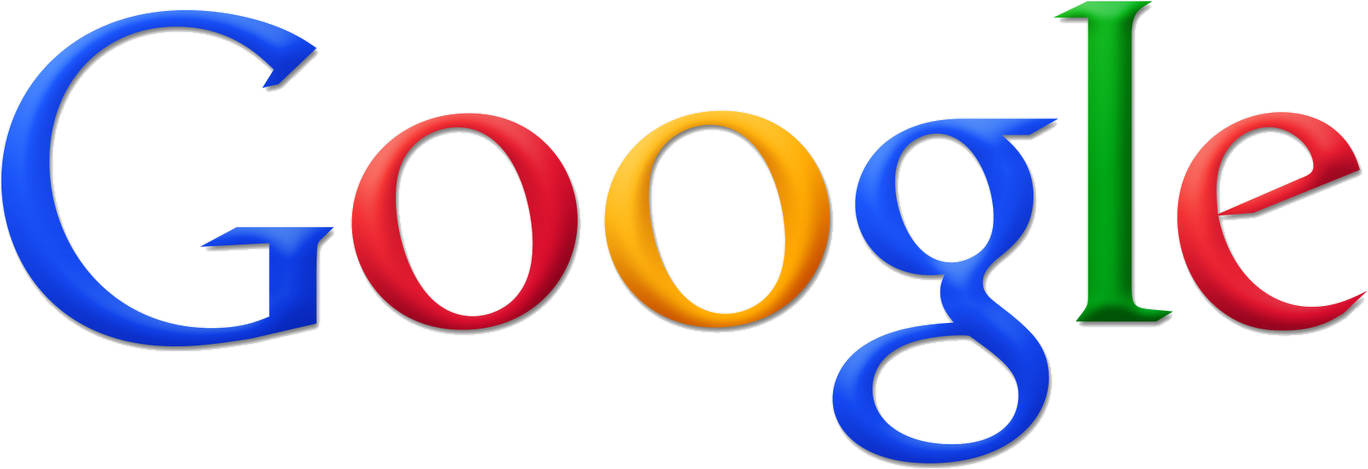
El logotip que va tenir des del 6 de maig de 2010 al 18 de setembre de 2013

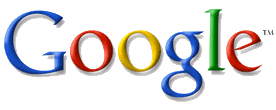
Antic logo de Google, que va tenir des del 31 de maig de 1999 al 5 de maig de 2010

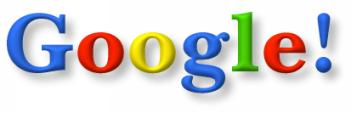
Tercer logotip de Google, que va tenir des del 30 d'octubre de 1998 al 30 de maig de 1999

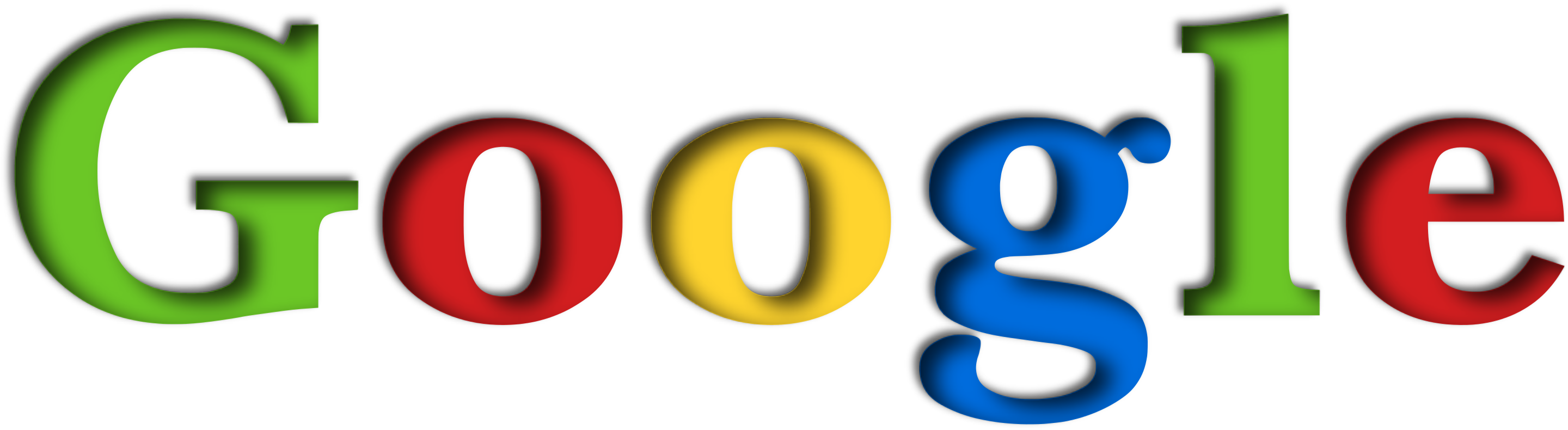
Segon logotip de Google, que va tenir des del 28 de setembre al 29 d'octubre de 1998

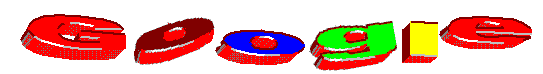
Primer logotip de Google, que va tenir des del 15 de setembre de 1997 al 27 de setembre de 1998

Google ha tingut diversos logotips des de la seva creació. El logotip actual va ser dissenyat pel dissenyador Kedar Ruth, basat en el tipus de lletra Catull. Per celebrar esdeveniments especials, Google canvia el logo tradicional per un d'al·lusiu a l'esdeveniment, cosa que és denominada doodle.

## Història del logo
En els inicis de Google, Sergey Brin, fundador de Google juntament amb Larry Page, van crear una versió del logotip amb l'ajut del programa de retoc fotogràfic GIMP. El signe d'exclamació col·locat al final del logotip va ser copiat de Yahoo!

## Google Doodle
El primer Google Doodle que va aparèixer a la pàgina principal del motor de cerca va ser Burning Man el 30 d'agost de 1998. Els logotips posteriors de Google van ser dissenyats pel dissenyador gràfic Dennis Hwang, qui va ser contractat per Larry Page i Sergey Brin, per dissenyar un logotip que representés el Dia de la Bastilla. Dennis segueix sent el dissenyador dels logotips de Google.
Alguns logotips de Google s'han dissenyat per commemorar esdeveniments internacionals i per celebrar aniversaris de persones famoses, com ara Isaac Albéniz, John Lennon, Andy Warhol, Albert Einstein, Leonardo da Vinci, Rabindranath Tagore, Louis Braille, Percival Lowell, Nikola Tesla, Enric Granados, Béla Bartók, René Magritte, Michael Jackson, Freddie Mercury, Akira Kurosawa, H. G. Wells, Charlie Chaplin, Manuel de Falla, Samuel Morse, Hans Christian Oersted, Mahatma Gandhi, Diego Rivera, Antonio Vivaldi i Robert Noyce. Els Google Doodles són usats sovint per commemorar esdeveniments importants de l'empresa, com l'aniversari de Google.

## Doodle4Google
Google organitza concursos per a estudiants en els quals cadascú ha de crear el seu propi logotip basat en un tema triat per Google. El guanyador té dret a viatjar a Googleplex i la inclusió del seu logotip a la pàgina principal de Google per un dia.

## Logo incolor

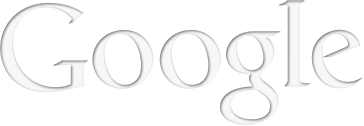
El logotip incolor

Quan es recorden o succeeixen esdeveniments tràgics, Google reemplaça el logotip clàssic per un altre d'incolor, sovint durant diversos dies. La primera aparició d'aquest logotip va ser a la pàgina principal de Polònia de Google per recordar l'accident d'avió en què va morir el President Lech Kaczyński l'abril de 2010. Uns dies més tard, el logotip va ser utilitzat a la Xina i Hong Kong per retre homenatge a les víctimes del terratrèmol a Qinghai.

## Logo Pac-Man
El divendres 21 de maig de 2010, el 30è aniversari del joc d'arcade Pac-Man, Google va donar a conèixer el seu primer logotip interactiu a tot el món. Les persones que van visitar Google podien jugar Pac-Man al logo, que incloïa les lletres de la paraula 'Google' al laberint de Pac-Man. També el logo imitava els sons d'aquest joc d'arcade original. El botó «Segur que tinc sort» es va substituir per un «Inseriu una moneda». En prémer aquest botó es podia jugar Pac-Man en el logotip. En pressionar una altra vegada, apareixia Ms Pac-Man (La Sra Pacman) perquè 2 persones juguessin al mateix temps, el jugador 2 usava les tecles W, A, S, D tecles per jugar, i el jugador 1 les fletxes del teclat. Si es premia per tercera el botó es realitzava la recerca «Segur que tinc sort». El logo va ser tret el diumenge 23 de maig 2010, i es va substituir amb el logo normal. Més tard aquest dia, Google va llançar un lloc web permanent de Google Pac-Man, a causa de la popularitat en la utilització del logotip jugable, amb la mateixa funcionalitat que va tenir en el seu llançament original.